# ديفيد إم. بوتير
ديفيد إم. بوتير (بالإنجليزية: David M. Potter)‏ هو مؤرخ العصر الحديث ‏ ومؤرخ أمريكي، ولد في 6 ديسمبر 1910 في أوغستا في الولايات المتحدة، وتوفي في 18 فبراير 1971.